# 民联镇
民联镇，是中华人民共和国甘肃省张掖市民乐县下辖的一个乡镇级行政单位。

## 行政区划
民联镇下辖以下地区：
龙山村、郭家湾村、杨庄村、黄庄村、高寨村、河湾村、屯粮村、东升村、复兴村、下翟寨村、上翟寨村、雷台村、贾西村、刘信村、顾寨村、张明村、东寨村、西寨村和太和村。